# Államok vezetőinek listája 152-ben
Ezen az oldalon az i. sz. 152-ben fennálló államok vezetőinek névsora olvasható földrészek, majd országok szerinti bontásban. 

## Európa
- Boszporoszi Királyság
  - Király: Rhoimetalkész (132/133–153/154)

- Római Birodalom
  - Császár: Antoninus Pius (138–161) 
    - Consul: Manius Acilius Glabrio
    - Consul: Marcus Valerius Homullus
    - Consul suffectus: Lucius Claudius Modestus
    - Consul suffectus: Lucius Dasumius Tullius Tuscus
    - Consul suffectus: Publius Sufenas Verus
    - Consul suffectus: Gaius Novius Priscus
    - Consul suffectus: Lucius Iulius Romulus
    - Consul suffectus: Publius Cluvius Maximus
    - Consul suffectus: Marcus Servilius Silanus

## Ázsia
- Armenia
  - Király: Szohaimosz (137–160)

- Elümaisz
  - Király: IV. Oródész (140-160)

- Harakéné
  - Király: II. Orabazész (150/151–165)

- Hsziungnuk
  - Sanjü: Csucseer (147-172)

- Ibériai Királyság
  - Király: II. Paraszmenész (135–185)

- India
  - Anuradhapura
    - Király: Bhatika Tissza (141–165)

  - Szátaváhana Birodalom
    - Király: II. Vasistiputra Pulumáji (130–158)

- Japán
  - Császár: Szeimu (131–191)

- Kína (Han-dinasztia)
  - Császár: Han Huan-ti (146–168)

- Korea
  - Pekcse
    - Király: Keru (128-166)

  - Kogurjo
    - Király: Cshade (146–165)

  - Silla
    - Király: Ilszong (134–154)

  - Kumgvan Kaja
    - Király: Szuro (42–199?)

- Kusán Birodalom
  - Király: Huviska (140–183)

- Oszroéné
  - Király: VIII. Mánu (139–163)

- Pártus Birodalom
  - Nagykirály: IV. Vologaészész (147-191)

## Afrika
- Római Birodalom
  - Aegyptus provincia
    - Praefectus: Lucius Munatius Felix (150–154)

- Kusita Királyság
  - Kusita uralkodók listája

## Fordítás
- Ez a szócikk részben vagy egészben  a   Liste der Staatsoberhäupter 152 című német Wikipédia-szócikk ezen változatának fordításán alapul.  Az eredeti cikk szerkesztőit annak laptörténete sorolja fel. Ez a jelzés csupán a megfogalmazás eredetét és a szerzői jogokat jelzi, nem szolgál a cikkben szereplő információk forrásmegjelöléseként.